# WNYC
Koordinaten: 40° 45′ 10,1″ N, 74° 6′ 15″ W
WNYC-AM ist das Flaggschiff des New York Public Radio aus New York City. 

## Geschichte
Die Mittelwellenstation sendete erstmals am 8. Juli 1924 und gehört damit zu den ältesten Radiosendern in den Vereinigten Staaten. Die UKW-Frequenz begann reguläre Sendungen am 13. März 1943 auf 93.9 FM. Der Transmitter und zwei Sendeanlagen standen zunächst in der Kent Street in Brooklyn, bevor man nach Belleville Turnpike in Kearny, New Jersey umzog.
Der UKW- und der Mittelwellensender strahlen zeitweise ein gemeinsames Programm aus, zeitweise werden sie auch für verschiedene Sendungen auseinandergeschaltet. WNYC ist Mitglied des NPR-Netzwerks, wodurch das Programm sowohl Eigenproduktionen als auch Sendungen des Netzwerks enthält.
Die Analyse-Softwarefirma Cision listet WNYC auf Platz drei der beliebtesten US-Public Radio Stationen von NPR.

## Programm
WNYC sendet schwerpunktmäßig Informations- und Newstalk-Sendungen mit politischer, kultureller und wirtschaftlicher Themensetzung, wobei einerseits USA-weit ausgestrahlte Programme von NPR übernommen werden und andererseits lokale Sendestrecken für das New Yorker Publikum produziert werden. WNYC bietet morgens und nachmittags die Flaggschiff-Informationsprogramme Morning Edition und All Things Considered von NPR, wobei sich WNYC für seine Regionalnachrichten und lokale Reportagen zeitweise ausklinkt, wie das für alle lokalen NPR-Stationen in den USA üblich ist. Während auf der UKW-Version werktäglich von 19 Uhr bis 5 Uhr E-Musik-Programme laufen, bietet die Mittelwelle ein 24-Stunden-Wortprogramm.
Flaggschiffsendungen des Talk-Programms von WNYC sind zwei Call-In-Sendungen, die Hörern die Möglichkeit geben ihre Sicht mit den Moderatoren und Gästen auszutauschen:
- The Brian Lehrer Show: Mo–Fr 10:00–12:00
- The Leonard Lopate Show: Mo–Fr 12:00–14:00

Außerdem produziert WNYC Programme, die von NPR bzw. Public Radio International (PRI) vertrieben werden. Darunter sind:
- On The Media: Berichte rund um die Welt der Medien (NPR)
- Studio 360: Kulturprogramm (PRI)
- The Takeaway: Nachrichtenprogramm (PRI)

WNYC strahlt streckenweise auch Informationsprogramme vom BBC World Service aus. Es handelt sich um das einzige informationsorientierte Vollprogramm der Region und hat mithin keine Konkurrenz. Aufseiten des kommerziellen Hörfunks wird das Sendegebiet von WNYC von den reinen Nachrichtensendern WCBS und WINS mit abgedeckt, die sich allerdings praktisch ausschließlich auf Lokalnachrichten, Wetter, Verkehrshinweise und lokale Sportnachrichten beschränken, wobei partiell im 10-Minuten-Rhythmus gesendet wird und die Werbeunterbrechungen exzessive Ausmaße annehmen (ca. 20 Unterbrechungen pro Stunde).
Des Weiteren existieren auf dem New Yorker Markt diverse kommerzielle Newstalk-Sender mit vor allem radikalkonservativen Sendungen wie etwa der Rush-Limbaugh-Show sowie ein Ableger des Alternativmilieu-Newstalkers Air America Radio (bis zu dessen Insolvenz 2010).

## Empfang
Das Programm wird über WNYC-FM auf UKW 93,9 MHz gesendet. Die Verbreitung über Mittelwelle 820 kHz mit 10 kW wurde im März 2025 eingestellt. Außerdem gibt es einen Livestream über das Internet, der weltweit genutzt werden kann.